# Циткін Володимир Борисович
Володимир Борисович Циткін (нар. 1 серпня 1966, Київ) — радянський та український футболіст, що виступав на позиції воротаря. По завершенні ігрової кар'єри — футбольний тренер. Майстер спорту СРСР та України.

## Життєпис

### Ігрова кар'єра
Народився 1 серпня 1966 року у Києві. Займався футболом з 10 років, вихованець школи київського «Динамо», куди його взяли з першого разу, а першим тренером став Віктор Нестерович Шевченко, батько футболіста Віталія Шевченка. Потім команду Циткіна прийняв В'ячеслав Семенов, з яким молодий воротар пройшов усі щаблі динамівської школи. Після цього Циткін кілька років був у дублі київського «Динамо». Тоді ж, з 1982 по 1984 рік, Анатолій Бишовець, який працював і в динамівській школі, залучав Циткіна до збірної СРСР свого віку.
Через травми, які призвели до двох операцій за рік, гравець вибув на певний термін і пробитись до основи киян не зумів, тому розпочав грати за ірпінських «динамівців» у Другій лізі СРСР, які були фарм-клубом і тренував їх Віктор Каневський. Там молодий воротар провів чотири сезони, після чого 1988 року команда переїхала до Білої Церкви.
Того ж року зіграв 4 матчі в Першій лізі за ворошиловградську «Зорю», після чого перед сезоном 1989 року повернувся в білоцерківське «Динамо», ставши основним воротарем клубу та єдиним гравцем команди, що зіграв у всіх 52 матчах сезону.
У 1990 році Циткін став гравцем чернівецької «Буковини», яка з Циткіним на воротах за підсумками того сезону вийшла з Другої ліги до першої, а в наступному сезоні посіла 5 місце у Першій лізі. Після розпаду СРСР «Буковина» була включена до новоствореної Вищої ліги України, де Циткін дебютував 10 березня 1992 року в матчі проти луцької «Волині» (2:1). Всього провів за буковинців у елітному українському дивізіоні 27 матчів і пропустив 18 голів.
Під час зимової перерви сезону 1992/93 він переїхав до вінницької «Ниви» і в тому ж сезоні допоміг команді вийти до Вищої ліги, де провів з командою наступні півтора сезону.
На початку 1995 року Володимир переїхав до Ізраїлю, де виступав у клубі «Маккабі» (Акко), але вже влітку того ж року повернувся в «Ниву», де провів ще три з половиною сезони. Тут же Циткін провів 4 матчі у єврокубках в Кубку кубків сезону 1996/97, а також став фіналістом Кубка України 1995/96.
У другій половині сезону 1998/99 Циткін захищав кольори івано-франківського «Прикарпаття», а також грав на правах оренди за бурштинський «Енергетик».
Восени 2000 року став гравцем столичної «Оболоні», з якою за два сезони вийшов з Другої ліги до Вищої, після чого в кінці 2002 року закінчив свою кар'єру.
Всього у Вищій лізі України провів 105 матчів.

### Тренерська кар'єра
Закінчивши активну футбольну кар'єру, Циткін отримав запрошення від Анатолія Бузника стати тренером воротарів молодіжної та юнацьких збірних України, де пропрацював майже 11 років, часом поєднуючи роботу у збірних з роботою на клубному рівні, хоча специфіка роботи з юнаками серйозно відрізняється від функцій тренера воротарів в професійному клубі.
2006 року недовго попрацював асистентом тренера вінницької «Ниви» і в кінці того ж року отримав запрошення від Семена Альтмана, з яким був знайомий понад 20 років, стати тренером воротарів «Чорноморця». Проте вже влітку 2007 року Альтман був звільнений з посади і Циткін повернувся до «Ниви», де, з перервою на роботу в кіровоградській «Зірці», працював до 2009 року.
У 2010 році працював тренером воротарів столичної «Оболоні», після чого в січні 2011 року на запрошення співвітчизника Олександра Горшкова став асистентом головного тренера калінінградської «Балтики», проте вже за місяць Горшков і Циткін покинули клуб через суперечки з керівництвом.
2014 року Циткін очолив юнацьку збірну України 1998 року народження, а через рік відповідно керував вже збірною U-18, а згодом і юнацькою збірною до 19 років. У 2017 та 2018 роках знову працював тренером воротарів у вінницькій «Ниві». У 2019 році як асистент головного тренера Семена Альтмана, тренував національну збірну Молдови.
23 січня 2021 року став головним тренером вінницької «Ниви». 4 листопада 2021 року клуб і тренер припинили співпрацю «за згодою сторін». У 2022 році очолив дебютанта другої української ліги ФК «Хуст», якого у першому ж сезоні вивів до першої ліги України.

### Освіта
Закінчив школу №175 у м. Києві з золотою медаллю. Отримав диплом Київського Університету ім. Тараса Шевченка за спеціальністю «Біохімія, викладач біології та хімії», також навчався у Чернівецькому Університеті ім. Юрія Федьковича на факультеті іноземних мов. Має міжнародний тренерський диплом УЄФА категорії PRO.

## Досягнення

### Командні
«Динамо»-дубль (Київ)
- Чемпіон СРСР серед дублюючих складів (3): 1981, 1982, 1983

«Буковина» (Чернівці)
- Переможець Другої ліги СРСР (1): 1990

«Нива» (Вінниця)
- Фіналіст Кубка України (1): 1996
- Переможець Першої ліги України (1): 1993

«Оболонь» (Київ)
- Переможець Другої ліги України (1): 2001
- Бронзовий призер Першої ліги України (1): 2002

Інші
- Переможець Спартакіади народів СРСР у складі збірної УРСР: 1986
- Срібний призер юнацького чемпіонату Європи у складі юнацької збірної СРСР: 1984[джерело?]